# Фростберг (Мериленд)
Фростберг (енгл. Frostburg) град је у америчкој савезној држави Мериленд.

## Демографија
По попису из 2010. године број становника је 9.002, што је 1.129 (14,3%) становника више него 2000. године.
| Група             | 2000.         | 2010.         |
| Белци             | 7.076 (89,9%) | 7.369 (81,9%) |
| Афроамериканци    | 504 (6,4%)    | 1.124 (12,5%) |
| Азијати           | 77 (1,0%)     | 157 (1,7%)    |
| Хиспаноамериканци | 96 (1,2%)     | 199 (2,2%)    |
| Укупно            | 7.873         | 9.002         |